# NAF N3N Canary

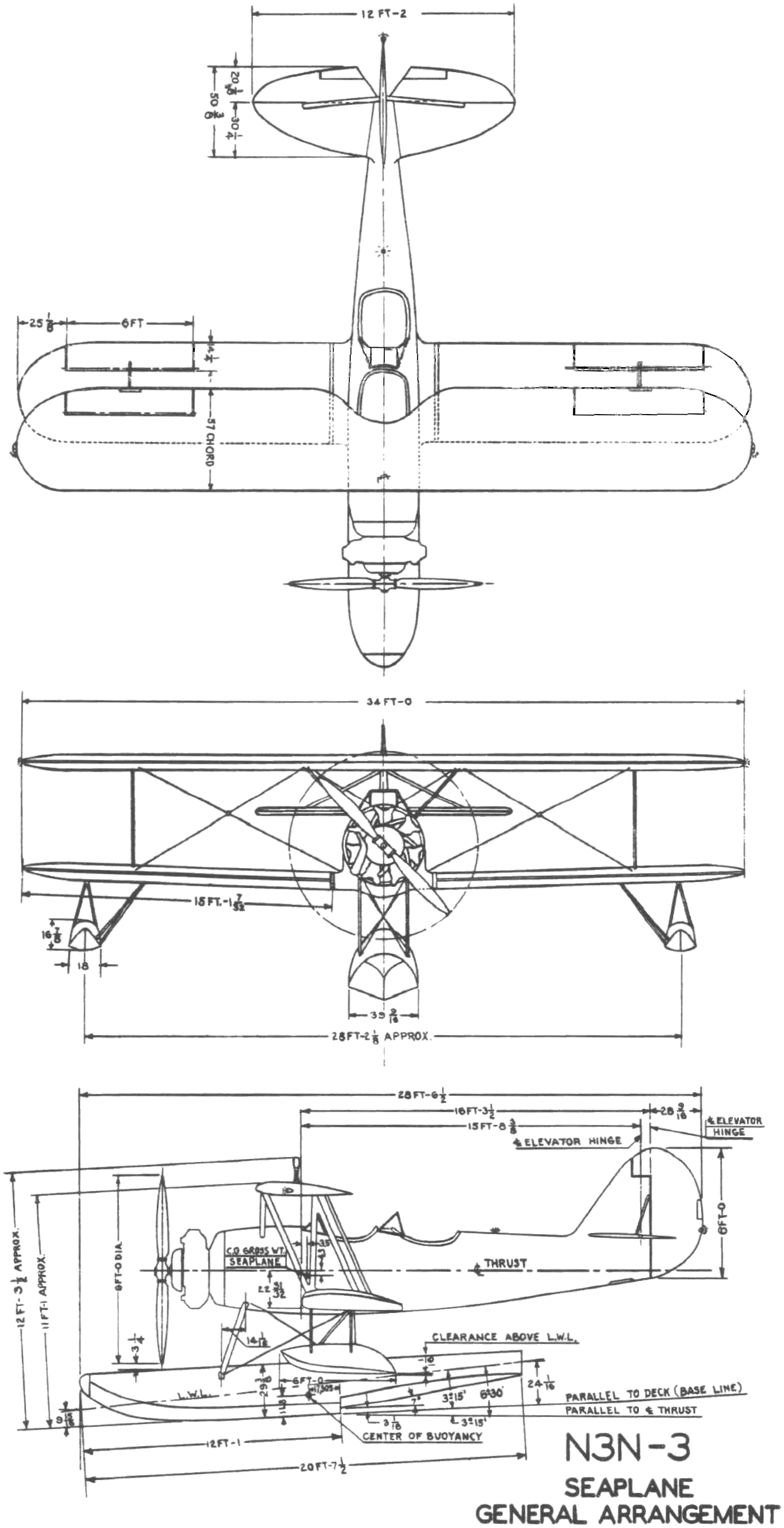
Naval Aircraft Factory N3N

Le NAF N3N Canary est un biplan biplace d'entraînement de base construit par Naval Aircraft Factory (NAF) à Philadelphie (Pennsylvanie). Le N3N a été construit sous deux versions principales : une version terrestre et une version hydravion. L'hydravion utilise un gros flotteur unique sous le fuselage et de petits flotteurs latéraux sous les ailes inférieures. La version terrestre utilise un train d'atterrissage fixe. L'appareil est propulsé par un moteur en étoile Wright R-760 Whirlwind (en) développant une puissance de 225 ch (168 kW). Beaucoup de ces moteurs ont également été construits sous licence par NAF.
N.A.F. produisit plus de 900 N3N à partir de 1935. Parmi ceux-ci plus de 750 '3N-3 furent produits.
Quatre N3N-3 furent délivrés à l'US Coast Guard en 1941. Le N3N fut le dernier biplan en service dans les forces armées US, le dernier étant retiré du service de l'US Naval Academy en 1961.

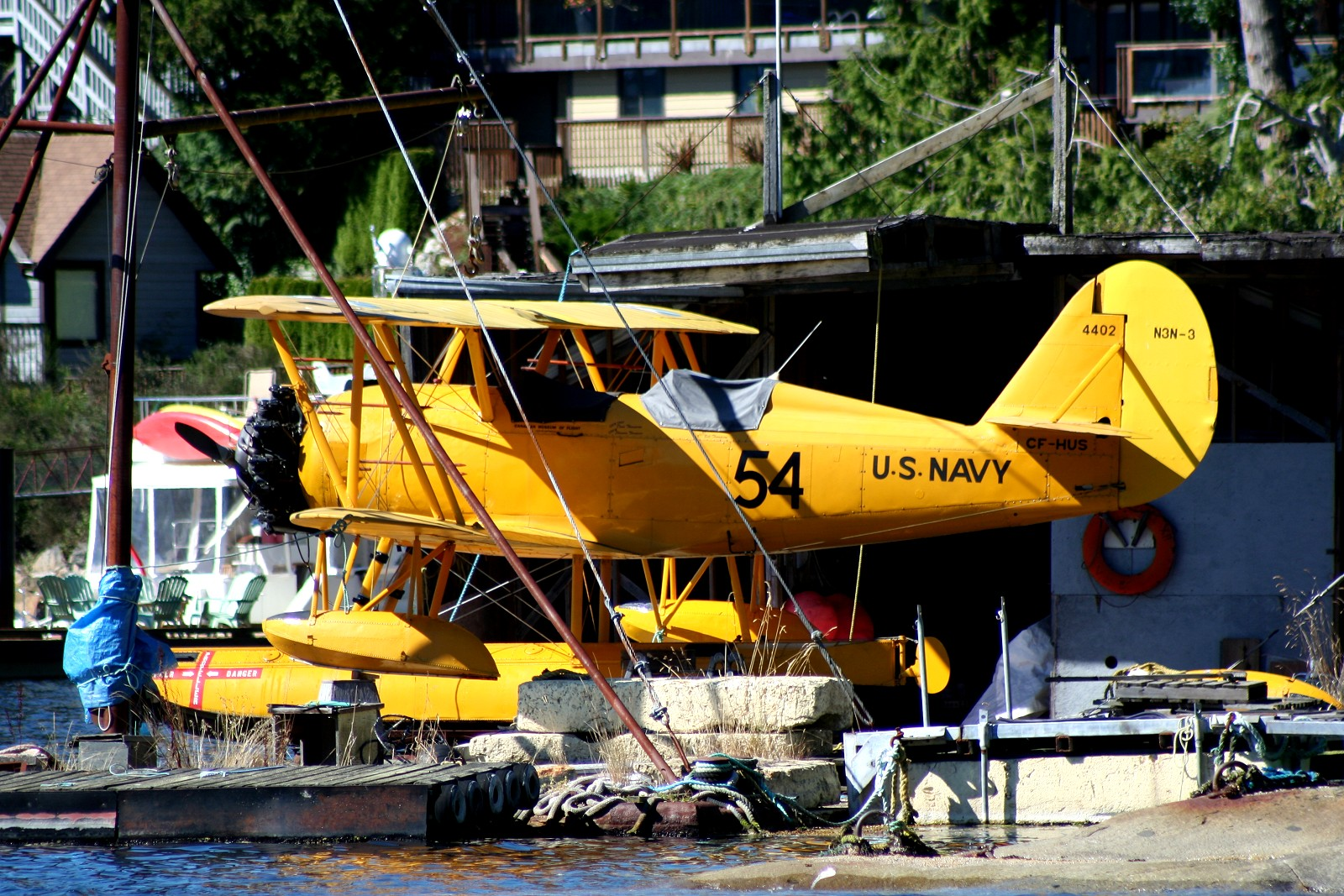
N3N-3 [CF-HUS] à Garden Bay en Colombie-Britannique (2006).